# Bad Day (canção de Justin Bieber)
"Bad Day" é uma canção gravada pelo cantor e compositor canadense Justin Bieber do seu segundo álbum de compilação Journals. Foi lançado em 4 de novembro de 2013, Foi composta pelo artista ao lado de Ernest Isley, Marvin Isley, O'Kelly Isley, Ronald Isley, Rudolph Isley, Jason Boyd, Christopher Jasper, Dominic Jordan, James Giannos, e produzida por The Audibles. A canção é a quinta da série Music Mondays de Bieber, onde vai lançar um novo single a cada semana pelas 10 semanas até 16 de Dezembro de 2013.

## Desempenho nas tabelas musicais
| Posições (2013)                                | Melhor posição |
| ---------------------------------------------- | -------------- |
| Áustria (Ö3 Austria Top 75)                    | 41             |
| Bélgica (Ultratop 50 de Flandres)              | 19             |
| Bélgica (Ultratop Flanders Urban)              | 4              |
| Bélgica (Ultratop 50 da Valônia)               | 26             |
| Canadá (Canadian Hot 100)                      | 26             |
| Dinamarca (Hitlisten)                          | 1              |
| França (SNEP)                                  | 54             |
| O campo songid é OBRIGATÓRIO PARA PARADA ALEMÃ | 66             |
| Irlanda (IRMA)                                 | 25             |
| Países Baixos (Single Top 100)                 | 16             |
| Espanha (PROMUSICAE)                           | 25             |
| Suíça (Schweizer Hitparade)                    | 28             |
| Reino Unido (UK Singles Chart)                 | 31             |
| Estados Unidos (Billboard Hot 100)             | 53             |
| Estados Unidos (Billboard R&B/Hip-Hop Songs)   | 17             |